# 대전차 방호벽
대전차 방호벽 또는 고가 낙석은 유사 시에 벽의 밑부분에 폭약으로 건축물을 부숴 떨어트려 전차의 진행을 막는 대전차 장애물을 일컫는다. 또한 대전차 방호벽은 콘크리트 구조물로 되어 있으며, 모양은 여러 가지가 있다.
고양시등 주로 전방인접지역에 다수 설치되어있다.

## 같이 보기
- 분류:대전차 장애물